# Villefranche-de-Rouergue (quận)
Quận Villefranche-de-Rouergue là một quận của Pháp, nằm ở tỉnh Aveyron, ở vùng Occitanie. Quận này có 8 tổng và 64 xã.

## Các đơn vị hành chính

### Các tổng
Các tổng của quận Villefranche-de-Rouergue là: 
1. Aubin
2. Capdenac-Gare
3. Decazeville
4. Montbazens
5. Najac
6. Rieupeyroux
7. Villefranche-de-Rouergue
8. Villeneuve

### Các xã
Các xã của quận Villefranche-de-Rouergue, và mã INSEE là: 
| 1. Almont-les-Junies (12004)     | 2. Ambeyrac (12007)                  | 3. Asprières (12012)          | 4. Aubin (12013)                 |
| 5. Balaguier-d'Olt (12018)       | 6. Boisse-Penchot (12028)            | 7. Bor-et-Bar (12029)         | 8. Bouillac (12030)              |
| 9. Brandonnet (12034)            | 10. Capdenac-Gare (12052)            | 11. Causse-et-Diège (12257)   | 12. Compolibat (12071)           |
| 13. Cransac (12083)              | 14. Decazeville (12089)              | 15. Drulhe (12091)            | 16. Firmi (12100)                |
| 17. Flagnac (12101)              | 18. Foissac (12104)                  | 19. Galgan (12108)            | 20. La Bastide-l'Évêque (12021)  |
| 21. La Capelle-Balaguier (12053) | 22. La Capelle-Bleys (12054)         | 23. La Fouillade (12105)      | 24. La Rouquette (12205)         |
| 25. Lanuéjouls (12121)           | 26. Les Albres (12003)               | 27. Livinhac-le-Haut (12130)  | 28. Lugan (12134)                |
| 29. Lunac (12135)                | 30. Maleville (12136)                | 31. Martiel (12140)           | 32. Montbazens (12148)           |
| 33. Monteils (12150)             | 34. Montsalès (12158)                | 35. Morlhon-le-Haut (12159)   | 36. Najac (12167)                |
| 37. Naussac (12170)              | 38. Ols-et-Rinhodes (12175)          | 39. Peyrusse-le-Roc (12181)   | 40. Privezac (12191)             |
| 41. Prévinquières (12190)        | 42. Rieupeyroux (12198)              | 43. Roussennac (12206)        | 44. Saint-André-de-Najac (12210) |
| 45. Saint-Igest (12227)          | 46. Saint-Parthem (12240)            | 47. Saint-Rémy (12242)        | 48. Saint-Salvadou (12245)       |
| 49. Saint-Santin (12246)         | 50. Sainte-Croix (12217)             | 51. Salles-Courbatiès (12252) | 52. Salvagnac-Cajarc (12256)     |
| 53. Sanvensa (12259)             | 54. Saujac (12261)                   | 55. Savignac (12263)          | 56. Sonnac (12272)               |
| 57. Toulonjac (12281)            | 58. Vabre-Tizac (12285)              | 59. Vailhourles (12287)       | 60. Valzergues (12289)           |
| 61. Vaureilles (12290)           | 62. Villefranche-de-Rouergue (12300) | 63. Villeneuve (12301)        | 64. Viviez (12305)               |